# Abu 'Amir 'Abd Allah
Abū ʿÂmir ʿAbd Allāh (in arabo أبو عامر عبد الله بن أحمد‎?; ... – 1398) è stato il terzultimo sultano merinide del Maghreb al-Aqṣā, succedendo al fratello Abd al-Aziz II ibn Ahmad II nel 1396.
Durante il suo regno, il Marocco fu di fatto governato dai visir. Morì nel 1398.